# Inishtrahull Island
Inishtrahull Island (irisch: Inis Trá Tholl – „Insel des leeren Strands“) liegt rund 10 km nördlich von Malin Head, Inishowen im irischen County Donegal.

## Geographie
Die Insel, die vom irischen Festland durch den Inistrahull Sound getrennt ist, hat eine Länge von 1,3 km von Ost nach West und ist bis zu 480 Meter breit. Sie misst 34 Hektar in der Fläche und erreicht eine Höhe von 41 Metern, jeweils mit einem Gipfel im Westen als auch im Osten. An der Westseite steht ein 23 Meter hoher Leuchtturm.
1,6 km nordnordwestlich der Insel liegen die Tor Rocks, die eine Höhe bis zu 22 Metern erreichen. Tor Beg Rock ist die nördlichste Landmasse Irlands. Zwischen Inistrahull und den Tor Rocks liegt der Tor Sound.

## Geologie
Das Gestein, welches auf der Insel vorkommt, ist eine syenitische Ausprägung eines stark deformierten Gneises, der nach der Insel Inishtrahull-Gneis bezeichnet wird und vor etwa 1700 Millionen Jahren entstanden ist. Das Gestein ist das älteste, das auf den irischen Inseln gefunden wird; Forschungen zeigen geologische Ähnlichkeiten zum südlichen Grönland. Zu den frühesten Arbeiten über dieses Gesteinsvorkommen zählt ein Aufsatz des Glasgower Geologen William J. McCallien aus dem Jahr 1930 im Geological Magazine.

## Bewohner
Bis 1929 gab es hier einen kleinen Ort und der Leuchtturm war bis 1987 bewohnt. Der Ort wurde 1929 kollektiv aufgelöst; heute ist die Insel unbewohnt.

## Leuchtturm
Auf Inishtrahull steht der nördlichste Leuchtturm Irlands. Er wurde 1813 in Betrieb genommen, als die Britische Marine Lough Foyle zu nutzen begann. Heute blinkt sein Licht alle 30 Sekunden.

## Attraktionen
Inishtrahull ist für seinen Reichtum an Tieren bekannt und wurde vom National Parks and Wildlife Service zum Nature reserve ausgerufen. Die geologische Lage und der Leuchtturm ziehen viele ungewöhnliche Vogelarten an. In den Gewässern rund um die Insel sind zahlreiche Fischarten beheimatet, unter ihnen auch Haie.
Unter Tauchern ist der Port Mór auf der Insel ein beliebter Ort für die Mittagspause. Rund um die Insel gibt es hunderte von Wracks zu besichtigen. Der Zugang zur Insel ist wegen der gefährlichen Strömungen rund um Malin Head und die Insel selber beschränkt. Diese Regeln werden vom Nationalparkservice überwacht.